# Дислокація мозку

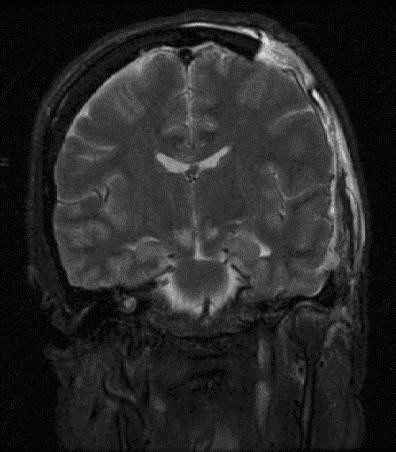
Дислокація мозку

Дислокація мозку — патологічний стан, клінічний синдром, який виникає внаслідок зміщення одних структур мозку відносно інших.

## Патогенез
Головний мозок не займає всього обсягу черепної коробки. Між ним і арахноїдальною оболоною знаходиться субарахноїдальний простір. У деяких відділах воно розширюється і утворює так звані субарахноїдальні цистерни.
При підвищенні тиску в певному відділі мозку і черепної коробки (поява області дістензії) відбуваються процеси зсуву частин головного мозку в межах субарахноїдального простору. Таким чином при різних по етіології гострих патологічних процесах у дислокаційних синдромах беруть участь одні й ті ж анатомічні структури зі стереотипним клінічним проявом. Іншими словами, клінічна картина гострого дислокаційного синдрому не залежить від етіології процесу. Різниця ж у клінічному прояві в різних хворих залежить від темпу його розвитку, локалізації та об'єму.
Справа в тому, що дислокаційні синдроми по суті є внутрішніми грижами мозку, тобто впинання його відділів в отвори і щілини, утворені кістками і твердою мозковою оболоною. Розрізняють 3 ступеня дислокації мозку: випинання, вклинення і утиск. Існують бічні та аксіальні (по осі стовбура) дислокації мозку.
Проводячи паралель з грижами, слід згадати, що різке порушення життєдіяльності хворого, виникає не від факту існування грижі, а від її утиску. Обмеження являє собою випинання, яке супроводжується припиненням кровотоку, за рахунок здавлення судин.